# Weekapaug
Weekapaug – jednostka osadnicza w Stanach Zjednoczonych, w stanie Rhode Island, w hrabstwie Washington, nad Oceanem Atlantyckim.